# Amphoe Mae Taeng

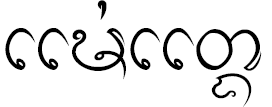
„Mae Taeng“ in Lan-Na-Schrift

Amphoe Mae Taeng (thailändisch อำเภอ แม่แตง) ist ein Landkreis (Amphoe – Verwaltungs-Distrikt) im nördlichen Teil der Provinz Chiang Mai. Die Provinz Chiang Mai liegt in der Nordregion von Thailand.

## Geographie
Benachbarte Landkreise (von Norden im Uhrzeigersinn): die Amphoe Chiang Dao, Phrao, Doi Saket, San Sai, Mae Rim und Samoeng der Provinz Chiang Mai, sowie Pai der Provinz Mae Hong Son.

## Geschichte
1892 wurde der Khwaeng Mueang Kuet (เมืองกื้ด) gegründet und 1894 in Mueang Kaen (เมืองแกน) umbenannt. Anfang des 20. Jahrhunderts wurden die Landkreise außerhalb Bangkoks von Khwaeng in Amphoe umbenannt. Seit 1907 existierte daher der Amphoe San Maha Phon (สันมหาพน). Dieser wurde schließlich im Jahr 1939 in Mae Taeng umbenannt.

## Verwaltung

### Provinzverwaltung
Der Landkreis Mae Taeng ist in 13 Tambon („Unterbezirke“ oder „Gemeinden“) eingeteilt, die sich weiter in 120 Muban („Dörfer“) unterteilen.
| Nr. | Name          | Thai    | Muban | Einw.  |
| --- | ------------- | ------- | ----- | ------ |
| 01. | San Maha Phon | สันมหาพน | 10    | 06.590 |
| 02. | Mae Taeng     | แม่แตง   | 08    | 04.398 |
| 03. | Khilek        | ขี้เหล็ก   | 11    | 09.334 |
| 04. | Cho Lae       | ช่อแล    | 06    | 04.467 |
| 05. | Mae Ho Phra   | แม่หอพระ | 09    | 05.383 |
| 06. | Sop Poeng     | สบเปิง   | 13    | 07.753 |
| 07. | Ban Pao       | บ้านเป้า  | 07    | 03.657 |
| 08. | San Pa Yang   | สันป่ายาง | 06    | 03.748 |
| 09. | Pa Pae        | ป่าแป๋    | 13    | 06.175 |
| 10. | Mueang Kai    | เมืองก๋าย | 05    | 01.637 |
| 11. | Ban Chang     | บ้านช้าง  | 05    | 03.883 |
| 12. | Kuet Chang    | กื้ดช้าง   | 08    | 05.152 |
| 13. | Inthakhin     | อินทขิล   | 19    | 12.867 |

### Lokalverwaltung
Es gibt eine Kommune mit „Stadt“-Status (Thesaban Mueang) im Landkreis:
- Mueang Kaen Phatthana (Thai: เทศบาลเมืองเมืองแกนพัฒนา) bestehend aus dem kompletten Tambon Cho Lae und Teilen des Tambon Inthakhin.

Es gibt fünf Kommunen mit „Kleinstadt“-Status (Thesaban Tambon) im Landkreis:
- San Maha Phon (Thai: เทศบาลตำบลสันมหาพน) bestehend aus dem kompletten Tambon San Maha Phon und Teilen des Tambon Khilek.
- Mae Taeng (Thai: เทศบาลตำบลแม่แตง) bestehend aus dem kompletten Tambon Mae Taeng.
- Chom Chaeng (Thai: เทศบาลตำบลจอมแจ้ง) bestehend aus Teilen des Tambon Khilek.
- Mae Ho Phra (Thai: เทศบาลตำบลแม่หอพระ) bestehend aus dem kompletten Tambon Mae Ho Phra.
- Inthakhin (Thai: เทศบาลตำบลอินทขิล) bestehend aus Teilen des Tambon Inthakhin.

Außerdem gibt es sieben „Tambon-Verwaltungsorganisationen“ (องค์การบริหารส่วนตำบล – Tambon Administrative Organizations, TAO)
- Sop Poeng (Thai: องค์การบริหารส่วนตำบลสบเปิง) bestehend aus dem kompletten Tambon Sop Poeng.
- Ban Pao (Thai: องค์การบริหารส่วนตำบลบ้านเป้า) bestehend aus dem kompletten Tambon Ban Pao.
- San Pa Yang (Thai: องค์การบริหารส่วนตำบลสันป่ายาง) bestehend aus dem kompletten Tambon San Pa Yang.
- Pa Pae (Thai: องค์การบริหารส่วนตำบลป่าแป๋) bestehend aus dem kompletten Tambon Pa Pae.
- Mueang Kai (Thai: องค์การบริหารส่วนตำบลเมืองก๋าย) bestehend aus dem kompletten Tambon Mueang Kai.
- Ban Chang (Thai: องค์การบริหารส่วนตำบลบ้านช้าง) bestehend aus dem kompletten Tambon Ban Chang.
- Kuet Chang (Thai: องค์การบริหารส่วนตำบลกื้ดช้าง) bestehend aus dem kompletten Tambon Kuet Chang.